# Alan Davidson
Pour les articles homonymes, voir Davidson.
Alan Davidson, né le 14 juin 1929 et mort le 30 octobre 2021, est un ancien joueur de cricket australien. Il a disputé son premier test pour l'équipe d'Australie en 1953.
Il était un all-rounder, plutôt spécialisé dans le lancer.

## Équipes
- Nouvelle-Galles du Sud

## Récompenses individuelles
- Un de cinq joueurs de cricket de l'année 1962 (Wisden Cricketer of the Year) désignés par le Wisden Cricketers' Almanack.
- Membre de l'Australian Cricket Hall of Fame depuis 2004.

## Sélections
- 44 sélections en test cricket de 1953 à 1963.